# Islam Salah
Islam Salah (tiếng Ả Rập Ai Cập: إسلام صلاح, sinh ngày 1 tháng 7 năm 1991 hay 7 tháng 1 năm 1991) là một cầu thủ bóng đá người Ai Cập thi đấu cho Al Masry ở vị trí trung vệ.